# Konrad Langhart
Konrad Langhart (* 3. Juli 1963) ist ein Schweizer Landwirt und Politiker (Die Mitte, ehemals SVP).

## Leben und Beruf
Konrad Langhart wuchs als ältestes von vier Kindern in einer Bauernfamilie in Oberstammheim im Zürcher Weinland auf. Er hat nach der Ausbildung zum Landwirt an der Schweizerischen Hochschule für Landwirtschaft (SHL) in Zollikofen den Titel Ingenieur-Agronom FH erworben.
Nachdem er von 1987 bis 1988 bereits als Berater der Kartoffelproduktion für die Fenaco in Winterthur tätig gewesen war, war er von 1990 bis 1993 als Berater eines Landwirtschaftsprojekt des Bundes in Katmandu in Nepal tätig.
Danach übernahm er den Landwirtschaftsbetrieb seines Vaters in Oberstammheim und betreibt diesen seit 2016 unter dem Namen Biohof Trottengarten nach den Richtlinien der Bio-Suisse.

## Politik
Langhart war von 2003 bis 2011 Präsident der SVP Bezirk Andelfingen sowie im Vorstand der Kantonalpartei Zürich. Am 3. April 2011 und am 12. April 2015 wurde er beide Male mit dem besten Wahlergebnis seines Bezirks in den Kantonsrat gewählt. Dort ist er Mitglied der Kommission für Energie, Verkehr und Umwelt (KEVU). 2013 übernahm er das Präsidium der SVP Stammertal.
Am 26. April 2016 wurde Langhart an der Delegiertenversammlung gegen Nationalrat Claudio Zanetti und Kantonsrat Hanspeter Amrein zum Parteipräsidenten der SVP des Kantons Zürich gewählt. Nachdem die SVP bei den Kantonsratswahlen im März 2019 eine Niederlage erlitten hatte, trat Langhart nach parteiinterner Kritik im April zurück. Er trat bei den Nationalratswahlen 2019 an.
Am 20. Dezember 2019 trat er mit deutlicher Kritik an der Parteileitung und der inhaltlichen Ausrichtung aus der SVP aus, kündigte aber an, sein Kantonsratsmandat zu behalten. Im Februar 2020 wechselte er zur CVP-Fraktion, blieb aber zunächst parteilos. Im März 2021 trat er der Mitte-Partei bei.
Bei den Kantonsratswahlen 2023 wurde er auf der Mitte-Liste wiedergewählt. Dabei holte er kantonsweit die zweitmeisten Panaschierstimmen. In seiner Heimatgemeinde Stammheim ZH vervierfachte sich der Wähleranteil der Mitte auf 19,7 %. Im Januar 2025 gab er den Rücktritt auf Anfang Mai bekannt.

## Verbände
Als Vizepräsident von Mutterkuh Schweiz von 2003 bis 2008 war auch ein Vorstandsmitglied der Schweizer Rindviehproduzenten (SRP) von 2004 bis 2008 und inzwischen Ehrenmitglied von Mutterkuh Schweiz.
Auch war er ab 2010 Präsident des Landwirtschaftlichen Bezirksvereins Andelfingen und gehörte dem Vorstand und Ausschuss des Zürcher Bauernverbands an.
Nach der Wahl zum Präsidenten der Zürcher SVP gab er sämtliche weiteren Ämter und Präsidien ab.